# Belinda Cannone
Pour les articles homonymes, voir Cannone.
Belinda Cannone, née en Tunisie le 29 août 1958, est une romancière et essayiste française.
En tant que maîtresse de conférences, elle a enseigné la littérature comparée à l'université Caen-Normandie de 1998 à 2020,.

## Biographie

### Formation
Belinda Cannone est docteure en littérature comparée de l'université de Bourgogne avec une thèse intitulée « Les hommes de lettres et la musique en France dans la seconde moitié du XVIIIe siècle, », qu'elle reprend en partie pour la publication de  Musique et littérature au XVIIIe siècle, dans la collection « Que sais-je ? » en 1998.

### Carrière universitaire
Maîtresse de conférences, elle enseigne neuf ans à l’université de Corse-Pascal-Paoli à Corte, et, de 1998 à 2020, à l’université Caen-Normandie.
Elle a publié plusieurs ouvrages sur les liens de la littérature avec la musique ainsi que des études littéraires, notamment sur le roman L'Œuvre d'Émile Zola.

### Écriture

#### En revues
À partir des années 1990, elle écrit régulièrement des articles pour diverses revues, notamment Quai Voltaire Revue littéraire, Verso – Arts et lettres, L'Atelier du roman et Le Magazine littéraire.

#### Romans
Sa production romanesque s'amorce en 1990 avec Dernières promenades à Petrópolis, roman inaugural dans lequel elle pose, à partir du problématique suicide de l'écrivain autrichien Stefan Zweig, la question de « l’humanité en nous » : « Nous ne sommes pas bornés à n’être que nous-mêmes au sens le plus étroit, car nous vivons à équidistance de nous-mêmes et des autres, et notre bonheur peut être compromis par le malheur du monde. »
En 1992, L'Île au nadir s’inspire lointainement de l’affaire Seznec pour s’interroger sur l’héritage et la transmission de l’opprobre.
Trois nuits d’un personnage, en 1994, met en scène le désir à travers un personnage de roman qui accède pour trois nuits à l’existence, désir de vivre et désir amoureux, comme énergie vitale et possibilité de la joie. Ce roman marque le début d’une utilisation accrue des moyens de la fable afin de restituer le monde contemporain dans ses réalités les plus directes. En 1998, Lent Delta, en imaginant le dernier jour d’une dame de 104 ans dans un univers d’anticipation, explore ce qu’il advient du désir de vivre à la fin de l’existence, dans ce moment du « passage » vers le delta de la vie.
En 2006, L'Homme qui jeûne, variation sur le désir dans la négativité, met en scène un homme qui dit non à la vie en se privant du minimum vital. En 2009, Entre les bruits  explore, à partir de deux personnages hyperacousiques de naissance, notre situation dans un monde cacophonique, où les informations et la rumeur du monde nous assaillent.

#### Essais
À partir de l’année 2000, elle commence à écrire des essais. Dans L’Écriture du désir, l'auteure interroge à la fois le désir en général et son lien avec la pratique littéraire. Le Sentiment d’imposture est la première exploration d’un sentiment jusqu’alors non identifié bien que très partagé : le fantasme de n’être pas légitime à la place qu’on occupe.
Si La bêtise s’améliore, publié en 2007, explore les conformismes de la pensée contemporaine et lance un appel à la réflexion comme moteur de la responsabilité intellectuelle. La Tentation de Pénélope, en 2010, lance plusieurs propositions pour renouveler le féminisme et sortir de la guerre des sexes, tout en s’interrogeant sur la féminité. Dans cet essai, elle témoigne d'un féminisme revisité, revendiquant l'héritage du Deuxième Sexe de Simone de Beauvoir. Elle discute en particulier la notion de différence des sexes, soutient que, dans de nombreuses situations, le genre (homme/femme) est en suspens. Elle affirme par ailleurs lors d'une matinale sur France Culture[réf. nécessaire] que l'avortement reste un droit fondamental des femmes.
En 2011, elle inaugure la collection « Pabloïd », chez Alma éditeur, avec Le Baiser peut-être, où elle décrit le baiser, qu'elle qualifie de « plus beau geste du désir », comme une célébration de l'altérité et la manifestation de l'inventivité amoureuse.

#### Tribune
Écrivant depuis une vingtaine d'années sur le désir, elle est contactée en janvier 2018 par Sarah Chiche pour signer la tribune sur la « liberté d'importuner », ce qu'elle refuse, ne souhaitant pas être associée aux discours de Catherine Millet et Catherine Robbe-Grillet. Elle publie le même jour une autre tribune intitulée « Le jour où les femmes se sentiront autorisées à exprimer leur désir, elles ne seront plus des proies ». Elle est proche des thèses défendues par Élisabeth Badinter et de la philosophie universaliste.

### Décoration
- 27 mars 2012 : chevalier de la Légion d'honneur[11]

## Commentaire
Dans un entretien de décembre 2020, elle synthétise ainsi le fil rouge de son œuvre :

« ... nous ne sommes pas que des individus, chacun isolé dans son "moi", séparés. Nous vivons aussi à mi-distance entre "moi" et les autres, "moi" et le cosmos, de sorte que nous sommes constamment pris dans une relation avec eux. [...] Chaque fois, j’interroge notre nature d’êtres en relation. »

— Belinda Cannone

## Œuvres

### Romans
- Dernières promenades à Petrópolis, Le Seuil, 1990 ; rééd. sous le titre L’Adieu à Stefan Zweig, coll. « Points », no 2551, 2013  (ISBN 978-2-7578-3213-4)
- L’Île au nadir, Quai Voltaire, 1992  (ISBN 2-87653-137-2)
- Trois nuits d’un personnage, Stock, 1994  (ISBN 2-234-04276-3)
- Lent Delta, Verticales, 1998  (ISBN 2-84335-089-1)
- L’Homme qui jeûne, éditions de l'Olivier, 2006  (ISBN 2-87929-537-8)
- Entre les bruits, éditions de l'Olivier, 2009  (ISBN 978-2-87929-672-2)
- Nu intérieur, éditions de l'Olivier, 2015  (ISBN 978-2-8236-0802-1)

### Essais
- L'Écriture du désir, Calmann-Lévy, 2000 ; rééd., Gallimard, coll. « Folio Essais » no 566, 2012 — prix de l'essai de l'Académie française 2001
- Le Sentiment d'imposture, Calmann-Lévy, 2005 ; rééd., Gallimard, coll. « Folio essais » no 515, 2009 — grand prix de l'essai 2005 de la Société des gens de lettres
- La bêtise s'améliore, Stock, coll. « L'autre pensée », 2007 ; rééd., Pocket, coll. « Agora » no 387, 2016  (ISBN 978-2-266-26172-2)
- Dans la tête de Sarkozy (recueil collectif d'essais polémiques et humoristiques), Seuil, 2009  (ISBN 978-2-02-100566-0)
- La Tentation de Pénélope, Stock, coll. « L'autre pensée », 2009  (ISBN 978-2-234-06373-0) ; rééd., Pocket, coll. « Agora » no 386, 2017 et 2019  (ISBN 978-2-266-26173-9)
- Le Baiser peut-être, Alma éditeur, coll. « Pabloïd », 2011 ; rééd., 10/18 no 4738, 2014  (ISBN 978-2-264-06079-2)
- Le Goût du baiser, textes choisis et commentés, Mercure de France, coll. « Le petit Mercure », 2013  (ISBN 978-2-7152-3274-7)
- Petit éloge du désir, Gallimard, coll. « Folio 2 euros » no 5634, 2013  (ISBN 978-2-07-045329-0)
- « Le Sentiment d’imposture », revue Approches, juin 2016  (ISBN 978-29-19630-17-2)
- S'émerveiller, Stock, 2017  (ISBN 978-2-234-08036-2)
- La Forme du monde, Arthaud, 2019  (ISBN 978-2081430419)
- Le Nouveau Nom de l'amour, Stock, 2020  (ISBN 978-2234089310)
- Petit éloge de l'embrassement, Gallimard, coll. « Folio 2 euros » no 6985, 2021  (ISBN 978-2-07-288594-5)
- Comment écrivent les écrivains, éd. Thierry Marchaisse, 2025

### Récits, poèmes, nouvelles
- La Chair du temps, Stock, 2012  (ISBN 978-2-234-07184-1) — prix littéraire de la Ville de Caen, 2012
- Le Don du passeur, Stock, 2013  (ISBN 978-2-234-07471-2) — nommé pour le prix Psychologies-Fnac en 2014[13]
- Un chêne, photos, poèmes et nouvelle, éd. Le Vistemboir, 2016  (ISBN 979-10-92828-09-2)
- Les Martinets, nouvelle, Maison Malo Quirvane, 2021  (ISBN 978-2-490828-20-3)
- Le Livre du crépuscule, récit et essai, éd. Le Vistemboir, 2021  (ISBN 979-10-92828-25-2)
- La Pisseuse, nouvelle, éd. La Pionnière, 2021  (ISBN 978-2-902233-22-9)
- Le Vis-à-vis, nouvelles érotiques, éd. La Pionnière, 2023  (ISBN 978-2-902233-26-7)
- Les Vulnérables, nouvelles, éd. Stock, 2024  (ISBN 9782234095939)

### Collaboration avec des plasticiens
- Épithalames, avec Bernard Louvel, éd. du Chameau, 2021  (ISBN 978-2-49-0962-06-8)
- Corse Aquarelles, avec Fabrice Moireau, éd. du Pacifique, 2021  (ISBN 978-2-87868-265-6)

### Esthétique et critique littéraire
- Philosophies de la musique, 1752-1789, Klincksieck, 1990  (ISBN 2-87841-050-5)
- La Réception des opéras de Mozart, 1793-1829, Klincksieck, 1991  (ISBN 2-252-02800-9)
- Musique et littérature au XVIIIe siècle, PUF, coll. « Que sais-je ? » no 3336, 1998  (ISBN 2-13-048884-6)
- Narrations de la vie intérieure, PUF, coll. « Perspectives littéraires », 2001  (ISBN 2-13-052264-5)
- "L'Œuvre" de Zola (étude critique), Gallimard, coll. « Foliothèque » no 104, 2002  (ISBN 2-07-041409-4)

### Direction d'ouvrages
Avec Christian Doumet :
- Dictionnaire des mots manquants, éd. Thierry Marchaisse, 2016  (ISBN 978-2-36280-094-8)
- Dictionnaire des mots en trop, éd. Thierry Marchaisse, 2017  (ISBN 978-2-36280-193-8)
- Dictionnaire des mots parfaits, éd. Thierry Marchaisse, 2019

### Entretien
- Belinda Cannone dans la Revue critique de fixxion française contemporaine.